# Cotopaxia whitei
Cotopaxia whitei là một loài thực vật có hoa trong họ Hoa tán. Loài này được Constance & W.S.Alverson mô tả khoa học đầu tiên năm 1984.